# Astelia solandri
Astelia solandri là một loài thực vật có hoa trong họ Asteliaceae. Loài này được A.Cunn. mô tả khoa học đầu tiên năm 1837.